# Steven Behn
Steven Behn (* 12. Oktober 1995) ist ein deutscher Taekwondoin und zweifacher Europameister in der Formenlauf-Disziplin Freestyle-Pumsae.

## Sportliche Laufbahn
Steven Behn begann 2002 im Sportverein seines Vaters in Hamburg mit dem Training der koreanischen Kampfkunst Taekwondo.
Er nahm 2015 an seinem ersten internationalen Wettkampf bei den Senioren teil, den Taekwondo-Europameisterschaften in Belgrad, bei welchen er im Freestyle-Wettbewerb Europameister mit dem Mixed-Team (bestehend aus fünf Teammitgliedern, dabei mindestens zwei Männer und zwei Frauen) wurde.
2016 nahm Behn bei den Weltmeisterschaften in Lima teil, bei welchen er den sechsten Platz mit dem Mixed-Team und im Paarlauf (ein Zweierteam bestehend aus einem Mann und einer Frau) erreichte. 2017 war er Teilnehmer der Welthochschulspiele, den FISU World University Games, in Taipeh. Dort belegte er den siebten Platz im Team-Wettbewerb der Herren. Bei den Europameisterschaften in Rhodos wurde er mit dem Mixed-Team im selben Jahr ein zweites Mal Europameister im Freestyle-Wettbewerb.
Bei den 2018 in Taipeh durchgeführten Weltmeisterschaften gewann Behn gemeinsam mit dem Mixed-Team eine Bronzemedaille im Freestyle-Wettbewerb. Behn erkämpfte bei den Europameisterschaften in Antalya 2019 eine Bronzemedaille im Paarlauf in der Disziplin des traditionellen Formenlaufs (Pumsae). Bei diesen Europameisterschaften gewann er weiterhin eine Bronzemedaille im Freestyle-Team-Wettbewerb.
2019 nahm Behn erneut an den Welthochschulspielen teil, welche in Neapel stattfanden. Dort belegte er wie schon 2017 den siebten Platz im Team-Wettbewerb der Herren. Bei den Europameisterschaften in Portugal gewann er 2021 im Paarlauf eine Bronzemedaille im Freestyle-Wettbewerb. Er nahm 2022 an den Weltmeisterschaften in Goyang teil, bei welchen er im Freestyle-Paar-Wettbewerb den fünften Platz erreichte.
2023 wurde er zum ersten Mal Deutscher Meister im Einzel-Freestyle-Wettbewerb. Auch gewann er im Einzelwettbewerb der traditionellen Pumsae seinen insgesamt siebten Deutschen Vizemeistertitel. 2024 trat er bei den Pumsae-Weltmeisterschaften in Hongkong im Halbfinale des Freestyle-Einzelwettbewerbs der Herren an, bei dem er den Einzug in das Finale knapp verpasste. Bei den Europameisterschaften in Tallinn gewann Steven Behn gemeinsam mit dem Freestyle-Team eine Bronzemedaille.

## Werdegang
Behn absolvierte ein Psychologiestudium an der Universität Hamburg und der FernUniversität in Hagen und ist als wissenschaftlicher Mitarbeiter tätig. Seit 2018 ist er als Landestrainer für den Bereich "Technik" (Pumsae) bei der Taekwondo Union Hamburg berufen, seit 2023 ist er als sportpsychologischer Experte für den Bereich Leistungssport zertifiziert.
Bei den World University Games 2025 wurde Steven Behn als Bundestrainer für den Bereich Pumsae in Kombination mit Freestyle nominiert. Während dieses Einsatzes betreute er unter anderem die Sportlerinnen Leah Lawall, Adina Machwirth und Anna Siepmann, welche im Damen-Team erstmalig eine Bronzemedaille in dieser Disziplin für Deutschland gewannen.